# EC XV de Novembro (Piracicaba)
EC XV de Novembro, ook bekend als XV de Piracicaba is een Braziliaanse voetbalclub uit Piracicaba, in de deelstaat São Paulo.

## Geschiedenis
Rond 1910 waren er twee voetbalclubs in Piracicaba, Vergueirense en 12 de Outubro. In oktober 1913 besloten beide clubs te fuseren. Kapitein Carlos Wingeter werd de eerste voorzitter van de club. Hij wilde dit enkel aanvaarden als de club XV de Novembro (15 november) zou heten, naar de dag dat de Braziliaanse republiek uitgeroepen werd in 1889. De club werd officieel opgericht op 15 november 1913. In 1943 werd de club kampioen in de tweede klasse van het Campeonato Paulista. In 1976 werd de club hier vicekampioen, achter SE Palmeiras. In 2022 won de club voor de tweede keer de Copa Paulista waardoor ze zich voor de nationale Série D 2023 kwalificeerden, hoewel ze reeds sinds 2016 niet meer actief zijn in de hoogste klasse van de staatscompetitie.

## Erelijst
Copa Paulista
2016, 2022

## Bekende ex-spelers
- Nílton De Sordi
- Everton Ramos Da Silva